# Pehuenche

Drapeau adopté en 1991 pour les Pehuenche par le Conseil de toutes les terres.

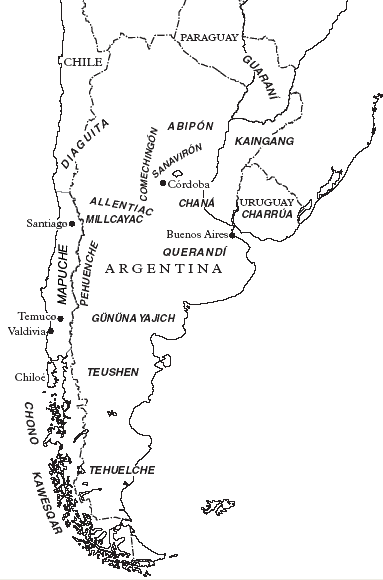
Carte du Cône Sud avec la localisation des Pehuenche dans le centre-ouest de l'Argentine et le centre du Chili.

Les Pehuenches (gens du pehuén ou araucaria en mapudungun) sont un peuple qui faisait partie du groupe des Mapuches et habitaient dans les Andes du centre-sud du Chili et de l'Argentine.
Jusqu'au XVIe siècle les Mapuches appelaient Pehuenche une ethnie qui habitait la plus grande partie de la province argentine actuelle de Neuquén et le sud de celle de Mendoza. La manière dont eux-mêmes s'appelaient n'a pas été conservée avec certitude, quoiqu'on sache qu'ils faisaient partie de l'ensemble appelé les Huarpes.
Les Pehuenches partagent avec les Mapuches une grande partie de leur langue et de leur 
culture. Ils reçurent des Mapuches le nom de pehuen-che (gens du pehuén en mapudungun) parce que leur alimentation était basée sur la cueillette en hiver des pommes de pin (semences du pehuén ou araucaria).

## Histoire
Tout au long du XVIIe siècle on constate une évidente et progressive araucanisation ou mapuchisation de ce peuple, de telle sorte que depuis le XIXe siècle ils sont un groupe de culture Mapuche qui vit dans les zones de la cordillère de la région du Biobío et de la région d'Araucanie du Chili et dans les provinces argentines de Mendoza et de Neuquén.
Au XVIIIe siècle une grande partie des Pehuenches déjà quasi complètement acculturés par les Mapuches avancèrent depuis la région andine vers le centre de la région pampéenne, et particulièrement vers le territoire boisé peuplé de caldens et de caroubiers créoles appelé par eux Mamüll Mapu (Terre des Bûches ou Rondins), territoire qui correspond à l'actuel sud-ouest de la province de Córdoba, au sud-est de la province de San Luis, et au centre-nord-ouest de celle de La Pampa. Et là ils constituèrent une des principales racines ethniques des Ranquels.
Peu d'éléments sont encore connus concernant leur religion pre Mapuche. Ils étaient animistes et avaient un dieu suprême appelé Gamakia (le cacique), dont l'épouse était Gamkiatsëm. Le génie du mal était Gualichu, comme d'autres peuples de culture Mapuche. L'auraucaria occupait un rôle très important dans les croyances des Pehuenche.

## Personnalité
Parmi leurs chefs, appelés loncos, on doit mentionner historiquement le nom de 
Neyku'ñan ou Ñacuñán (nom qui signifie aiguille blanche), qui aida 
San Martín dans son expédition libératrice vers le Chili à travers les Andes.